# آلفرد آلیوانت
آلفرد آلیوانت (انگلیسی: Alfred Ollivant؛ ‏ ۱ ژانویهٔ ۱۸۷۴ – ۱ ژانویهٔ ۱۹۲۷) رمان‌نویس و نویسنده اهل انگلستان بود.
فیلم تندر در میانکوه بر پایهٔ یکی از رمان‌های او ساخته شد.